# 田村亮一
田村 亮一（たむら りょういち、1987年6月4日 - ）は、日本のプロボクサー。新潟県新潟市出身。第42代日本スーパーバンタム級王者。JB SPORTSボクシングジム所属。かつては古口ボクシングジムに所属していた。

## 人物
小学5年生でボクシングを始めた。
作新学院高校卒業後、日本大学に入学。

## 来歴

### バンタム級
2013年5月21日に後楽園ホールで宮坂航とバンタム級5回戦を戦い、5回0-3（46-48、47-48、45-49）判定負けでデビュー戦を白星で、飾ることが出来なかったが、半年後の試合では判定勝ちでプロ初勝利を挙げた。
そして2015年7月17日に後楽園ホールで日本スーパーフライ級7位の鈴木悠介と54.5キロ契約8回戦を戦い、8回2-1（77-76×2、76-77）判定勝ちを収めた。なおこの試合で東日本ボクシング協会から2015年7月度月間賞新鋭賞を受賞した。
2017年5月、JB SPORTSボクシングジムに移籍。

### スーパーバンタム級
2017年7月29日に後楽園ホールで日本スーパーバンタム級王者久我勇作と対戦し、10回0-3（94-97x2、94-96）判定負けを喫して日本王座獲得に失敗した。
その後3連勝して2019年1月12日に後楽園ホールで日本スーパーバンタム級1位の中川麦茶と和氣慎吾の返上に伴う日本スーパーバンタム級王座決定戦を行い、10回3-0（97-93、99-91×2）判定勝ちを収めて日本王座獲得に成功した。
2019年5月18日、墨田区体育館で元日本スーパーバンタム級王者で日本同級1位の久我勇作と対戦し、10回0-3（92-97、93-96、94-95）で判定負けを喫し、王座から陥落した。
2019年9月13日、後楽園ホールで日本スーパーバンタム級1位の古橋岳也と日本スーパーバンタム級挑戦者決定戦を行い、8回0-3（76-77、75-77、75-78）で判定負けを喫した。
2019年11月30日、台湾でモエンサク・ヨルとOPBF東洋太平洋スーパーバンタム級シルバー王座決定戦を行い、2回2分15秒TKO勝ちを収め、王座を獲得した。
2020年11月21日、後楽園ホールで大場竜と対戦し、5回3-0（48-47×3）で判定勝ちを収めた。
2021年10月2日、後楽園ホールで日本スーパーバンタム級王座挑戦者決定戦として日本同級2位の久我勇作と対戦し、10回0-2（73-79、74-78、76-76）で判定負けを喫した。
2022年12月26日、後楽園ホールで井上拓真の返上に伴う日本スーパーバンタム級王座決定戦として古橋岳也と3年振りに再戦し、12回1-2(2者が94-96、96-95)の判定負けを喫し王座返り咲きに失敗した。
2023年8月17日、後楽園ホールで高橋利之と対戦し、4回中に偶然のバッティングで高橋が右目尻をカットし出血、7回2分44秒で試合続行不可となり、0-3の負傷判定負けを喫した。
2024年5月14日、後楽園ホールで森朝登と対戦し、初回に偶然のバッティングで森が額をカットし出血、初回2分10秒負傷引き分けに終わった。

## 獲得タイトル
- 第42代日本スーパーバンタム級王座（防衛0）
- OPBF東洋太平洋スーパーバンタム級シルバー王座

## 戦績
- プロボクシング - 26戦 16勝（7KO）8敗 2分

| 戦           | 日付           | 勝敗 | 時間    | 内容        | 対戦相手                                 | 国籍         | 備考                                               |
| ------------ | -------------- | ---- | ------- | ----------- | ---------------------------------------- | ------------ | -------------------------------------------------- |
| 1            | 2013年5月21日  | ★    | 5R      | 判定0-3     | 宮坂航(角海老宝石)                       | 日本         | プロデビュー戦                                     |
| 2            | 2013年11月5日  | ☆    | 6R      | 判定2-1     | 相馬圭吾（三迫）                         | 日本         |                                                    |
| 3            | 2014年3月5日   | ☆    | 5R      | 判定2-0     | 岡本ナオヤ（東拳）                       | 日本         |                                                    |
| 4            | 2014年5月23日  | △    | 5R 0:15 | 負傷判定1-1 | 井出羊一(ワタナベ)                       | 日本         | B級トーナメント決勝戦                              |
| 5            | 2014年11月25日 | ☆    | 8R 2:40 | TKO         | 久保賢司（角海老宝石）                   | 日本         |                                                    |
| 6            | 2015年3月15日  | ★    | 8R      | 判定0-3     | 坂本英生(フジタ)                         | 日本         |                                                    |
| 7            | 2015年7月17日  | ☆    | 8R      | 判定2-1     | 鈴木悠介(八王子中屋)                     | 日本         |                                                    |
| 8            | 2015年11月11日 | ☆    | 6R 1:58 | TKO         | 松戸佑生(青木)                           | 日本         |                                                    |
| 9            | 2016年2月17日  | ☆    | 3R 2:52 | KO          | 岡畑良治 (セレス)                        | 日本         |                                                    |
| 10           | 2016年6月6日   | ☆    | 2R 1:07 | TKO         | エークナティ・モークルンテープトンブリー | タイ         |                                                    |
| 11           | 2016年11月15日 | ☆    | 4R 2:38 | TKO         | 市村蓮司（RK蒲田）                       | 日本         |                                                    |
| 12           | 2017年7月29日  | ★    | 8R      | 判定0-3     | 久我勇作（ワタナベ）                     | 日本         | 日本スーパーバンタム級タイトルマッチ               |
| 13           | 2017年11月11日 | ☆    | 8R      | 判定3-0     | ロベルト・ウドトハン                     | フィリピン   |                                                    |
| 14           | 2018年3月27日  | ☆    | 2R 1:52 | TKO         | 上岡泰（元気）                           | 日本         |                                                    |
| 15           | 2018年8月9日   | ☆    | 8R      | 判定2-1     | ジェストニ・アウティダ                   | フィリピン   |                                                    |
| 16           | 2019年1月12日  | ☆    | 10R     | 判定3-0     | 中川麦茶（角海老宝石）                   | 日本         | 日本スーパーバンタム級王座決定戦                   |
| 17           | 2019年5月18日  | ★    | 10R     | 判定0-3     | 久我勇作（ワタナベ）                     | 日本         | 日本王座陥落                                       |
| 18           | 2019年9月13日  | ★    | 8R      | 判定0-3     | 古橋岳也（川崎新田）                     | 日本         | 日本スーパーバンタム級挑戦者決定戦                 |
| 19           | 2019年11月30日 | ☆    | 2R 2:15 | TKO         | モエンサク・ヨル                         | インドネシア | OPBF東洋太平洋スーパーバンタム級シルバー王座決定戦 |
| 20           | 2020年11月21日 | ☆    | 5R      | 判定3-0     | 大場竜（ジャパンスポーツ）               | 日本         |                                                    |
| 21           | 2021年10月2日  | ★    | 8R      | 判定0-2     | 久我勇作（ワタナベ）                     | 日本         | 日本スーパーバンタム級挑戦者決定戦                 |
| 22           | 2022年9月17日  | ☆    | 8R      | 判定3-0     | 横川聡也（ミツキ）                       | 日本         |                                                    |
| 23           | 2022年12月26日 | ★    | 10R     | 判定1-2     | 古橋岳也（川崎新田）                     | 日本         | 日本スーパーバンタム級王座決定戦                   |
| 24           | 2023年8月17日  | ★    | 7R 2:44 | 負傷判定0-3 | 高橋利之（KG大和）                       | 日本         |                                                    |
| 25           | 2024年5月14日  | △    | 1R 2:10 | 負傷        | 森朝登（ワールドS）                      | 日本         |                                                    |
| 26           | 2024年8月27日  | ☆    | 8R      | 判定3-0     | 杉本太一（勝輝）                         | 日本         |                                                    |
| テンプレート |                |      |         |             |                                          |              |                                                    |